# Jurumleri
Jurumleri (makedonska: Јурумлери) är en ort i Nordmakedonien. Den ligger i kommunen Ilinden, i den centrala delen av landet, 11 kilometer öster om huvudstaden Skopje. Jurumleri ligger 228 meter över havet och antalet invånare är 2 061.